# 前739年
| 千纪： | 前1千纪 |
| 世纪： | 前9世纪 \| 前8世纪 \| 前7世纪 |
| 年代： | 前760年代 \| 前750年代 \| 前740年代 \| 前730年代 \| 前720年代 \| 前710年代 \| 前700年代 |
| 年份： | 前744年 \| 前743年 \| 前742年 \| 前741年 \| 前740年 \| 前739年 \| 前738年 \| 前737年 \| 前736年 \| 前735年 \| 前734年 |
| 纪年： | 壬寅年（虎年）；周平王三十二年；魯惠公三十年；齊莊公五十六年；晉昭侯七年；曲沃桓叔六年；秦文公二十七年；楚武王二年；宋宣公九年；衛莊公十九年；陳桓公六年；蔡宣公十一年；曹桓公十八年；鄭莊公五年；燕鄭侯二十六年；杞武公十二年 |

## 大事記
- 晉國大臣潘父殺國君打算迎接曲沃桓叔入翼邑繼位，但被晉人打敗。

## 逝世
- 晉昭侯，晉國國君。[1]
- 潘父，晉國大臣。